# عقار (مادة كيميائية)

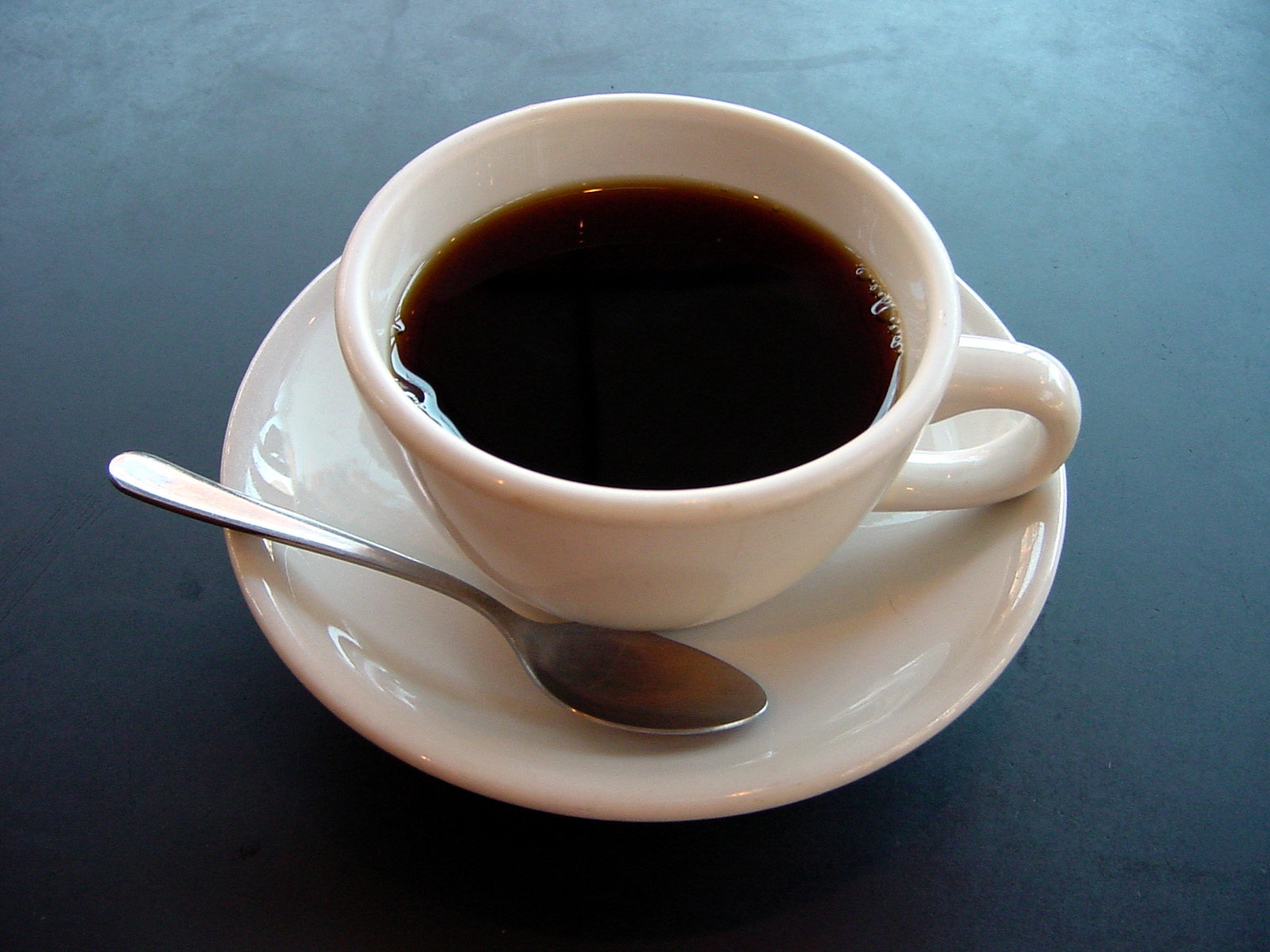
القهوة هي أكثر عقار مشروب ذي تأثير معنوي نشط

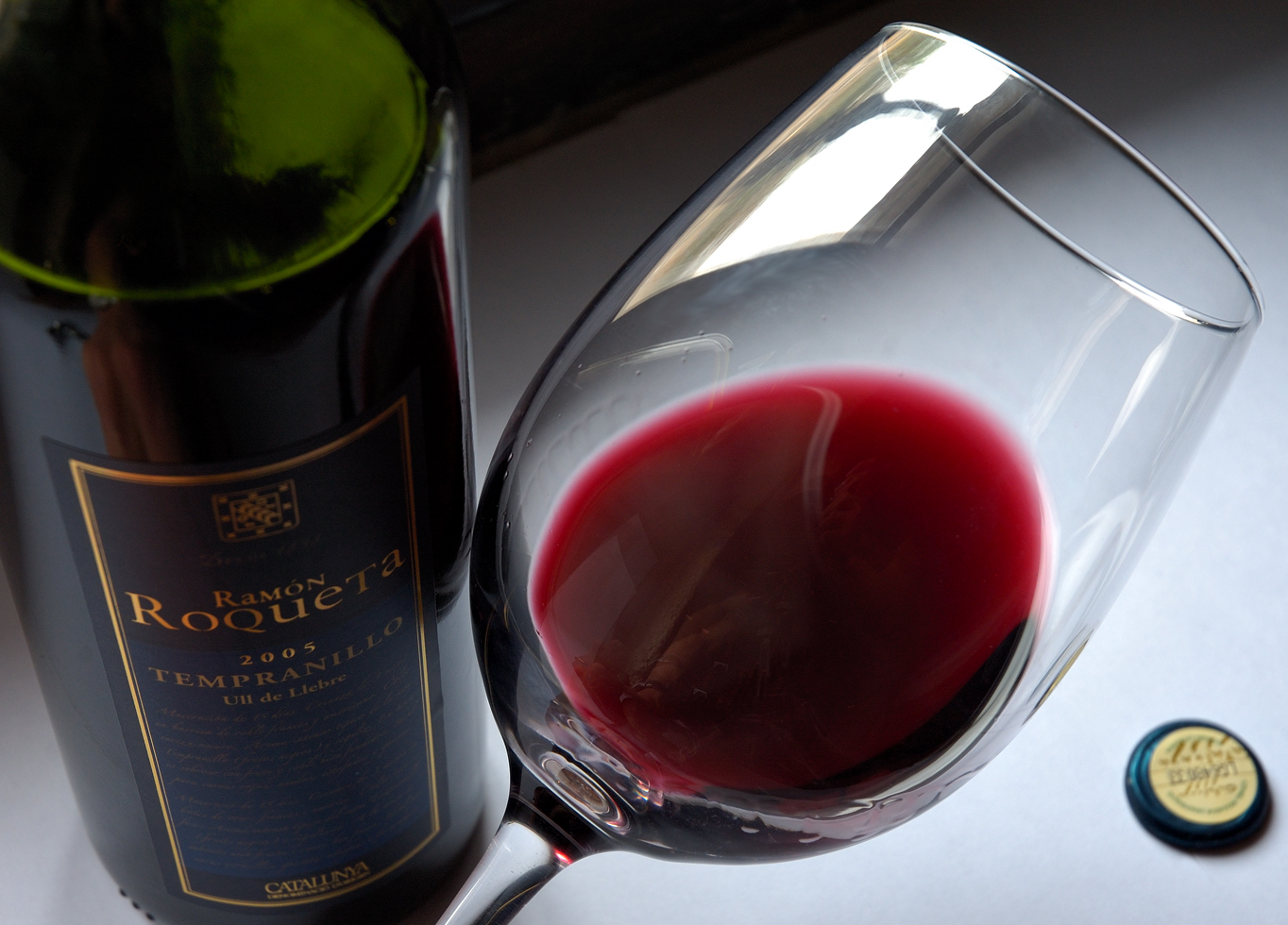
النبيذ هو مشروب كحولي شائع.

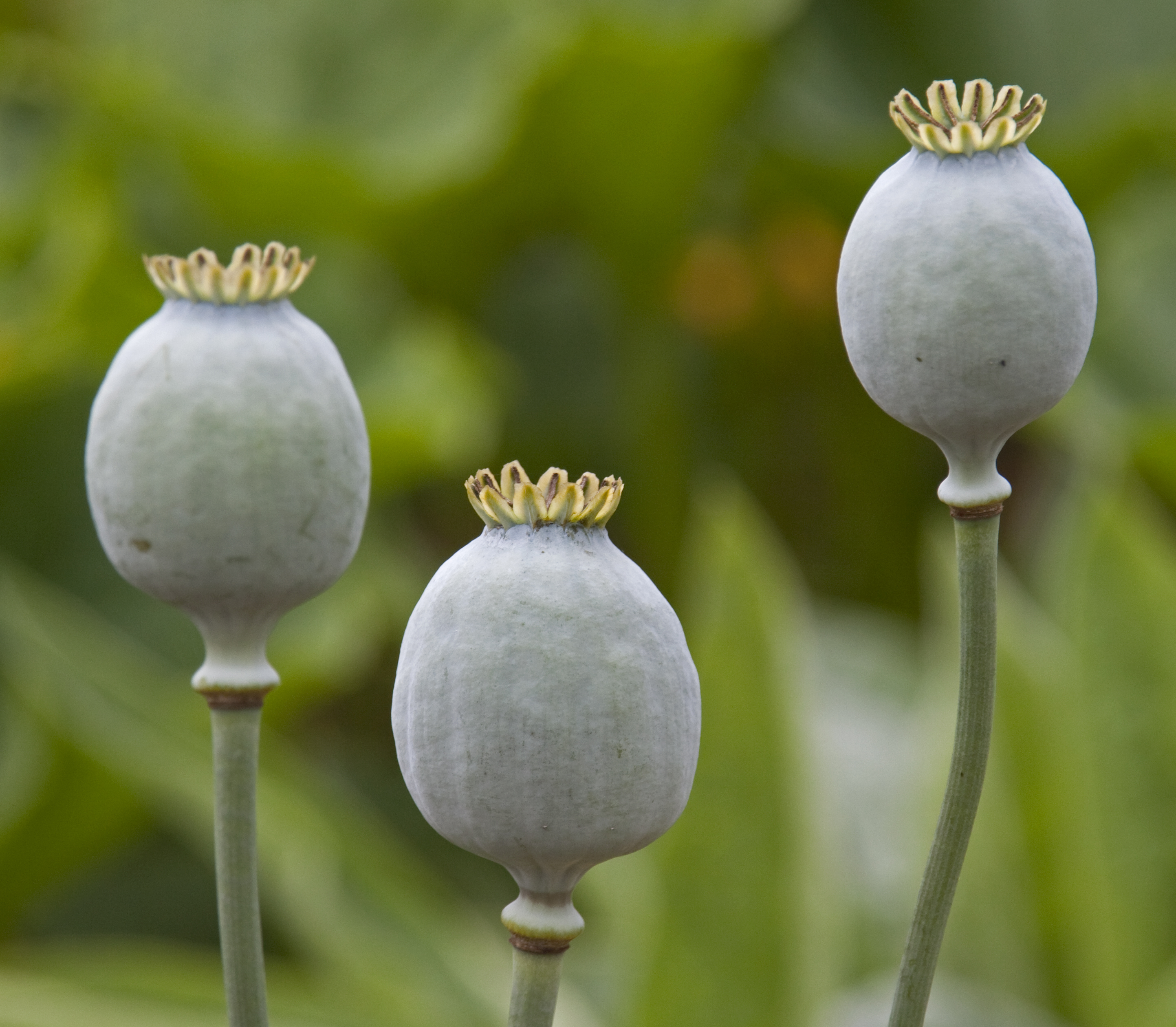
زهرة الخشخاش مصدر الأفيون

العَقّار (بالإنجليزية: Drug) هو أي مادة تعمل كبديل لأي وظيفة طبيعية في جسم الكائن الحي عندما تمتصها أعضاء الجسم. وهذا ما ورد في تقرير منظمة الصحة العالمية (عام 1969) الصادر عن لجنة خبراء الصحة العالمية لمكافحة إدمان المخدرات في التقرير السادس عشر (من سلسلة التقارير الفنية رقم 407)، جنيف. في الحقيقة، لا يوجد تعريف واحد دقيق لكلمة «عقار»؛ لأن هناك معاني مختلفة لتلك الكلمة في قانون مكافحة المخدرات وفي القوانين الحكومية وفي مجال الطب، وفي استخدام العامة لها.
وفي علم الأدوية، يُعرف موقع «ديكشينرى دوت كوم» أو «قاموس.كوم» الأمريكي العقار بأنه «أي مادة كيميائية تُستخدم في تشخيص المرض أو علاجه أو مداواته أو الوقاية منه أو تستخدم من ناحية أخرى لتحسين الصحة العقلية أو البدنية للفرد.» ويمكن وصف العقارات لتعاطيها لفترة زمنية محددة أو بشكل منتظم بالنسبة لعلاج الاضطرابات المزمنة.
تُعد العقاقير الترويحية مواد كيميائية تؤثر على الجهاز العصبي المركزي، مثل المسكنات الأفيونية (وهي عقاقير تشبه في تأثيرها التأثير الذي يُحدثه المورفين المسكن للآلام وتحتوي على نسبة عالية منه) أو العقاقير المسببة للهلوسة. وتمتاز هذه العقاقير بتأثيرها الهائل على إدراك الفرد ووعيه وشخصيته وسلوكه.وقد تسبب بعض العقاقير الإدمان والاعتياد عليها.
وعادةً ما تتميز العقاقير عن المواد الكيمائية الحيوية داخلية المنشأ بأنها تأتي من خارج جسم الكائن الحي. على سبيل المثال، يعدّ الأنسولين الهرمون الذي ينتجه الجسم، ويسمى بالهرمون لأنه يتم إفرازه عن طريق خلايا البنكرياس داخل الجسم، ولكن إذا تلقاه الجسم من الخارج فإنه يسمى بالدواء أو العقار.
وهناك العديد من المواد الطبيعية، مثل مشروبات البيرة والخمور وبعض أنواع المشروم، التي يمكن تصنيفها كغذاء وعلاج في الوقت نفسه، وعند تناولها تؤثر على أداء كل من العقل والجسد لوظائفهما الحيوية.

## الدواء

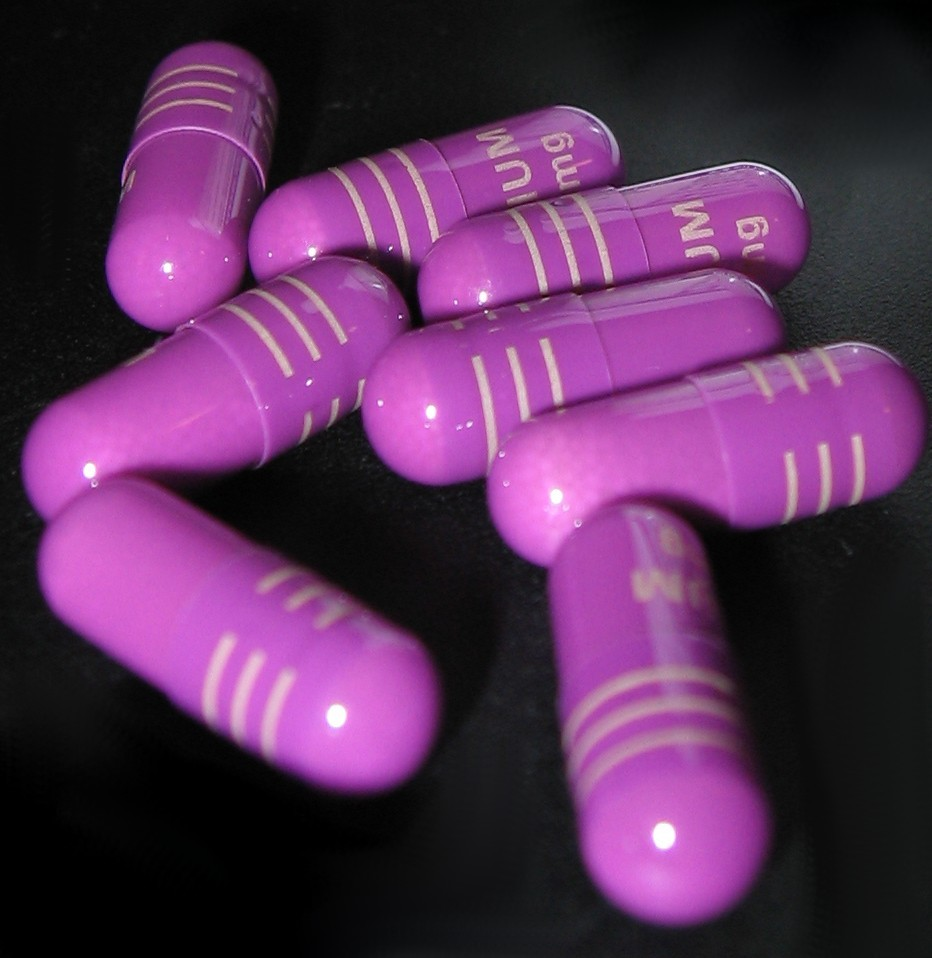
نيكسيوم.

الدواء أو العلاج هو أي عقار يُستعمل في معالجة أي عرض من أعراض مرض ما و/أو تحسين الحالة العلاجية للمريض أو يمكن استخدامه كدواء وقائي يستفيد منه الجسم فيما بعد ولكنه لا يعالج مرض أو عرض حالي أو مرض عاني منه الفرد من قبل.
إن عملية صرف الدواء غالبًا ما تتم مراقبتها من قِبل الحكومات (الحكومة) التي تقوم بتصنيف الأدوية بشكل عام إلى ثلاث فئات هي: أولاً، أدوية متاحة بدون وصفة وهي أدوية آمنة يمكن تداولها وبيعها في الصيدليات والأسواق دون قيود أو شروط محددة، وثانيًا، أدوية تصرف بيد صيدلي وهي التي يقوم الصيدلي بصرفها دون الحاجة إلى وصفة طبية «روشتة» محررة من الطبيب، وثالثًا، أدوية وصفات فقط أو ما يعرف بأدوية تحت الطاولة وهي التي يحظر صرفها مطلقًا إلا بموجب وصفة طبية صادرة من شخص يشتغل بمهنة الطب ومصرح له بمزاولتها، وعادة ما يكون الطبيب.
في المملكة المتحدة، تُعَرّف أدوية خلف الطاولة بأدوية الصيدلية التي يقتصر بيعها وتداولها على الصيدليات المسجلة فحسب، سواء كان ذلك من خلال الصيدلي أو تحت إشرافه، ويُسجل على هذه الأدوية الحرف P كتصنيف لها. تختلف الأدوية المُتاحة من دون وصفة من بلدٍ إلى آخر. تنتج شركات الأدوية العديد من الأدوية التي غالبًا ما تكون مسجلة ببراءة اختراع، وطبقًا لحقوق هذه البراءة فإنه يقتصر إنتاج هذه الأدوية على أصحاب هذه البراءة. أما الأدوية غير المسجلة ببراءة اختراع (أو التي انتهت مدة براءة الاختراع الخاصة بها وبذلك يُسمح بتصنيعها وإنتاجها في أماكن أخرى) فتسمى بالأدوية البديلة لأن شركات الأدوية الأخرى قد تصنعها دون أي قيود أو دون الحصول على ترخيص من صاحب براءة الاختراع.
يمكن إعطاء العقاقير الدوائية أو الترويحية بطرق عديدة منها ما يلي:
- عن طريق الفم، سواء كانت سائلة أو صلبة، ويتم امتصاصها من خلال المعدة.
- عن طريق استنشاقها كبخار (من خلال الرئتين).
- عن طريق الحقن كسائل في العضل أو الوريد أو البريتون أو المفاصل.
- عن طريق فتحة الشرج مثل اللبوس أو «التحاميل الشرجية» التي يتم امتصاصها عن طريق القولون.
- عن طريق المهبل مثل اللبوس الذي يتم وضعه عن طريق المهبل والذي يعالج في الأساس الأمراض التناسلية للمرأة.
- في شكل أقراص دواء يتم بلعها وتترك حتى تذوب وتنحل ببطء في المعدة.
- عن طريق الأنف أو باستخدام بخاخة الأنف.

يمكن إعطاء العديد من الأدوية بطرق عديدة.

## دراسة أصل كلمة «العقار» وتاريخها
يعتقد البعض أن كلمة «العقار» اشتُقت من كلمة فرنسية قديمة هي "drogue"، وقد اشتُقت منها فيما بعد كلمة "droge-vate" التي ترجع إلى اللغة الألمانية وتعني «براميل حفظ النباتات الطبية عن طريق التجفيف».

## العقاقير الترويحية

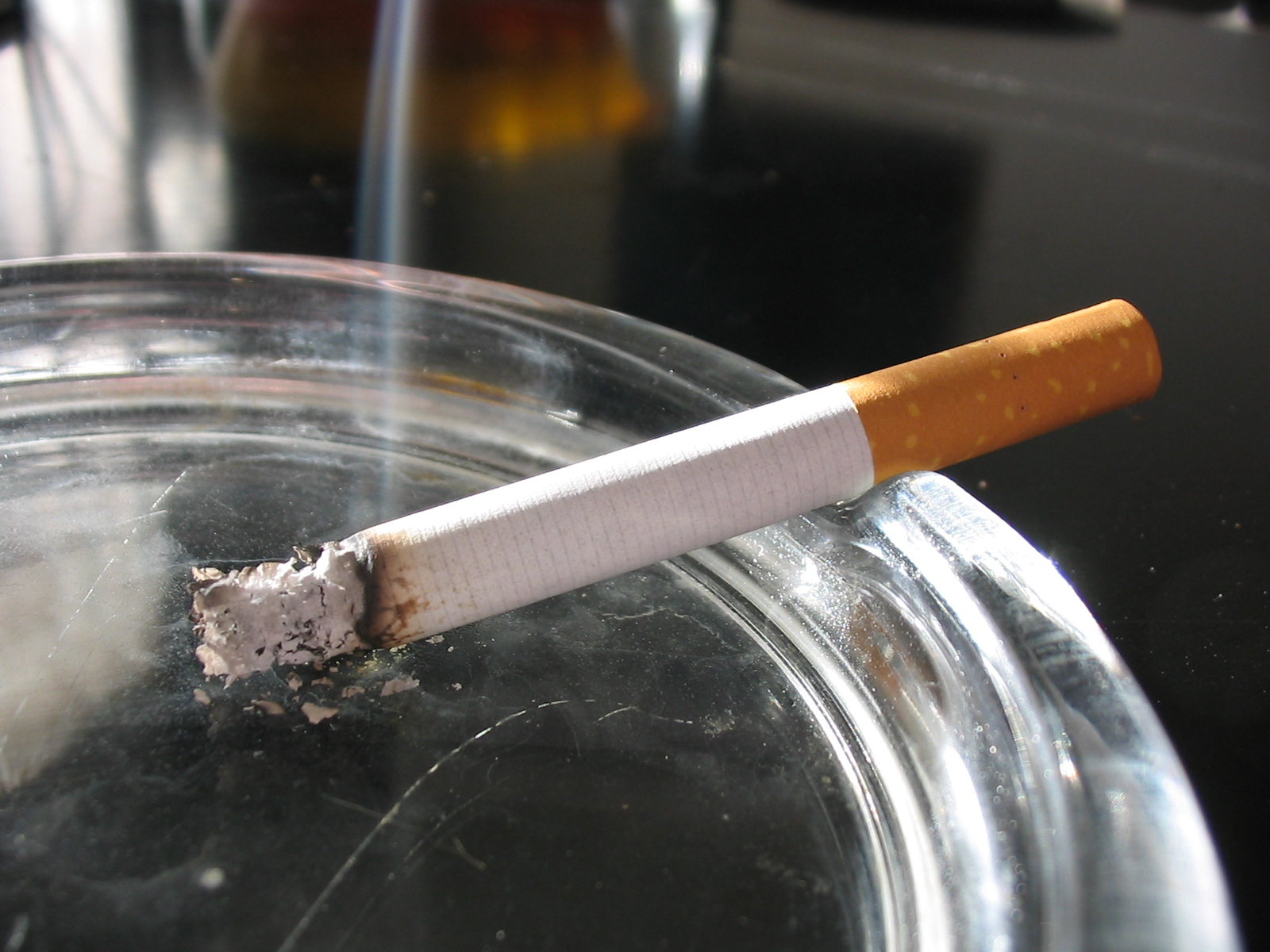
تعد السجائر من أشهر المنتجات المستخلصة من مادة التبغ، وهي تحتل المستوى الأول على العالم من حيث المبيعات بين المواد المخدرة. ووفقًا لـ

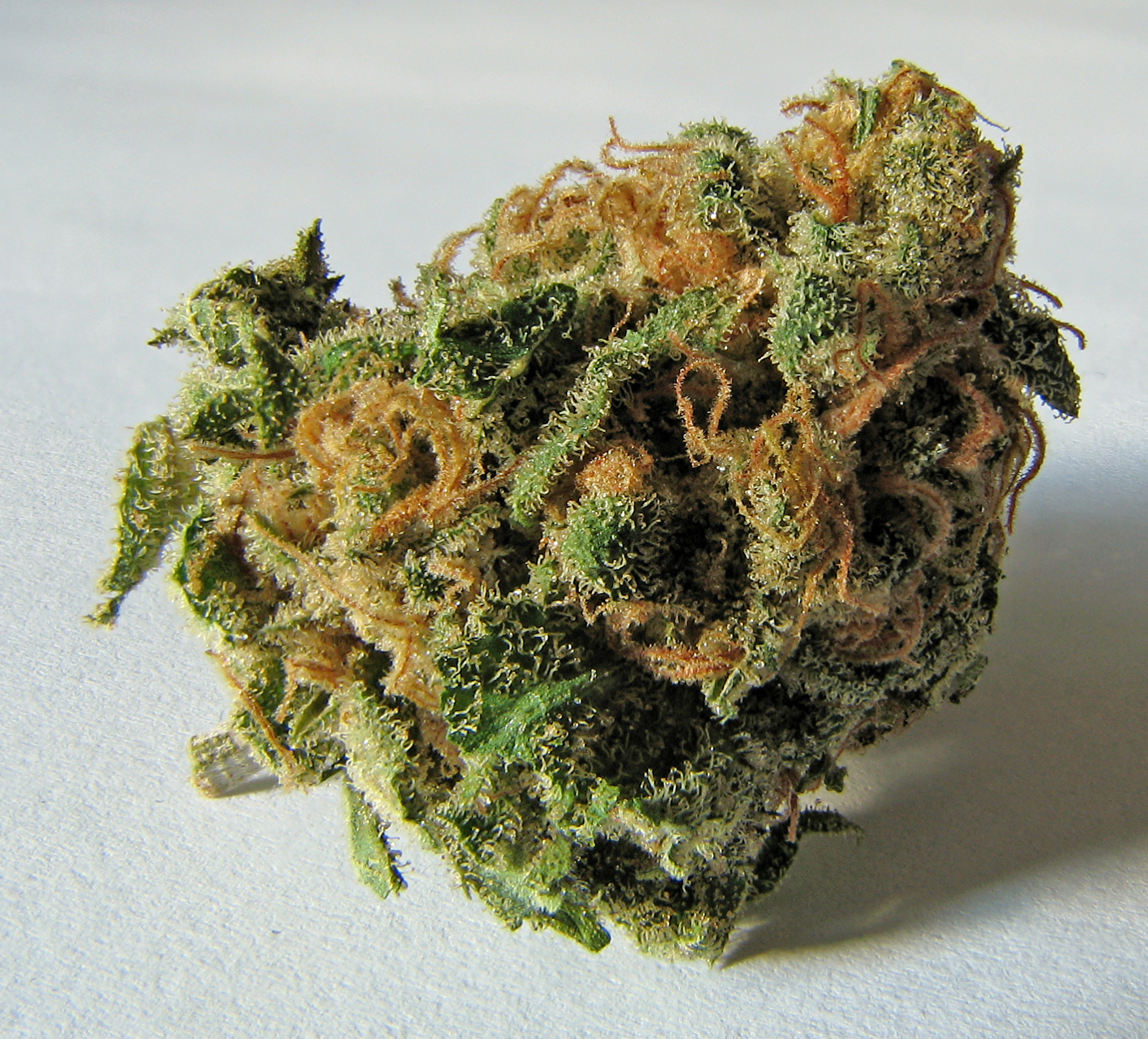
يعدّ الحشيش أكثر المواد المخدرة الترويحية انتشارًا واستخدامًا. قاموس Lingeman, Drugs from A-Z A Dictionary : طبعة بنجوين، الرقم المعياري الدولي للكتاب 0713901365

إن العقاقير الترويحية عبارة عن أدوية لها تأثير نفسي وذهني يتم تناولها على سبيل التجربة للشعور بالمتعة أو الحصول على الأثر السار الذي يُحْدثه تعاطيها أو لتعزيز حالة مزاجية جيدة. هذا وتمنع القوانين الدولية استخدام العديد من العقاقير الترويحية المختلفة، ولكن إذا استُخدمت من الناحية العلاجية لتغيير الحالة النفسية والمزاجية للمريض، فإنه يتم فرض الرقابة عليها بشكل صارم. على الجانب الآخر، هناك العديد من المواد الترويحية الأخرى المسموح قانونًا بتداولها ويتم تعاطيها على نطاق واسع في الكثير من الدول. وعلى أقصى تقدير، يتم فرض قيود على استخدامها و/أو على شرائها في سن معينة فقط مثل الكحوليات والتبغ وبذرة الفوفل أو «التنبول» ومنتجات الكافيين.

## استخدام العقاقير في العلاج الروحي والديني
لقد تم استخدام العقاقير أيضًا في العلاج الروحي والديني منذ فجر التاريخ. وبالنسبة للعقاقير التي تتميز بأن لها تأثيرًا على الجانب الروحي أو الديني للفرد فتسمى بالعقاقير الروحية. هذا وتعتمد بعض الديانات اعتمادًا كليًا على استخدام عقاقير معينة. وتعد الأدوية الروحية في معظم الأحوال من العقاقير المسببة للهلوسة، سواء كانت أدوية ذهانية أو أدوية مضادات الفعل الكوليني، ولكن البعض منها يعدّ من المنبهات أو «المنشطات» والبعض الآخر يعدّ من المسكنات.

### استخدام العقاقير (من النباتات الطبيه) لعلاج الإدمان
مؤخرا ثبت ان العديد من النباتات الطبيه مثل الايبوجا الذي يحتوى على الايبوجايين (الايبوجين) وخليط من منقوع بعض النباتات في المكسيك يسمى الاياهوسكا ان يكون لها دور في علاج الإدمان ويتطلب المزيد من الدراسات والابحاث لتحقيق الاستخدام الأمن والفعال لهذه المواد حيث أن بعضها يصنف كمواد مهلوسه.

## العقاقير الذكية
تعمل عقاقير المنشطات الذهنية، المعروفة باسم العقاقير الذكية، على تحسين القدرات الإدراكية للإنسان. ويُستخدم هذا النوع من العقاقير أيضًا في تحسين الذاكرة والتركيز والتفكير والحالة المزاجية والقدرة على التعلم إلى جانب العديد من الجوانب الأخرى. وهناك أنواع من العقاقير الذكية تُستخدم الآن لعلاج أمراض معينة، مثل اضطراب النشاط الحركي الزائد وقصور الانتباه ومرض باركنسون (أو ما يطلق عليه اسم «الشلل الرعاشي») ومرض الزهايمر. كما أنها تُستخدم عادة لمساعدة المخ على استعادة وظائفه التي فقدها الفرد بسبب تقدمه في العمر ، كما حذر من استخدامها في مجال الرياضة ولذلك صدر بيان من اليونسكو بعنوان الاتفاقية  الدولية لمكافحة المنشطات في مجال الرياضة.

### اضرار العقاقير الذكية
الإكثار من استخدام «العقاقير الذكية» لتقوية الذكاء وإنقاص الوزن وتحسين المزاج وزيادة اللياقة البدينة استحث الخبراء للتحذير من أن هذه العقاقير غالبا ما تحتوي على مواد محظورة ضارة يمكن أن يكون لها مضاعفات جانبية خطيرة. لكن هذه المنتجات، كما يقول تقرير لخبراء بريطانيين، غالبا ما تحتوي على مواد محظورة وضارة أو تحتوي على عقاقير تجريبية ومغشوشة يمكن أن تسبب فرط الحساسية وتليف الكبد وتسمما زئبقيا وتلف المخ بل وحتى الوفاة.
والعقاقير مثل «ريتالين» الخاصة بما يعرف بقصور الانتباه وفرط الحركة تُشترى لتحسين التركيز بين الطلبة. والأشخاص الذين يستخدمون الأسرة الشمسية بدؤوا يجربون ما يُعرف بـ«ميلانوتان2»، وهو عقار محظور لسُمرة الجلد كان قيد التحقيق كدواء لكنه نٌبذ بسبب المضاعفات الجانبية.
وهناك بعض المنتجات تُسوق على أنها «عشبية» أو «طبيعية» لكن وُجد في الواقع أنها تحتوي على أدوية مرخصة، مثل المقويات الجنسية التي تحتوي على الفياغرا.

## التعريف القانوني لمصطلح العقار
تقوم بعض الحكومات بوضع تعرف لمصطلح العقار من الناحية القانونية. على سبيل المثال، في الولايات المتحدة الأمريكية، يشتمل تعريف العقار الوارد في القانون الفيدرالي للغذاء والدواء ومواد التجميل على «المواد المقرر استخدامها في تشخيص أي مرض يصيب الإنسان أو الحيوان أو علاجه أو التخفيف من وطأته أو مداواته أو الوقاية منه» و«المواد التي لها تأثير على بنية جسم الإنسان أو الحيوان أو على أية وظيفة من وظائفه الحيوية (بخلاف الطعام).»  ووفقًا للتعريف الوارد في
، تُعَرِّف الولايات المتحدة الأمريكية بشكل منفصل كلاً من العقاقير المخدرة والعقاقير المُقَيّدة التي قد تشتمل على مواد غير الأدوية، وتستثني من ذلك منتجات التبغ والكافيين والمشروبات الكحولية.

### الرقابة الحكومية على الدواء
في كندا، تحركت الحكومة للحد من تأثير شركات الأدوية على النظام الدوائي. فالتأثير الذي تحققه شركات الأدوية، التي تهدف إلى تحقيق الربح فحسب، في كل جانب من جوانب صناعة الدواء أصبح ملموسًا وطاغيًا إلى حد كبير، وهذا ما ورد في صحيفة الجمعية الطبية الأمريكية على لسان محررتها الدكتورة/ كاثرين دي أنجلوس.

## وصلات خارجية
- rid of drugs Drug Addiction Treatment : موقع ويب يشتمل على المراجع المفيدة ومزود بالعديد من التفاصيل والمعلومات التي تتعلق بالعقاقير وكيفية معالجة إدمان المخدرات. في حملة تحت شعار «قل لا للمخدرات» 4 مايو 2007.
- "The Cult of Pharmacology: How America Became the World's Most Troubled Drug Culture" : كتاب للمؤلف «ريتشارد دي جراندبر» في عام 2006 عن قسم الطباعة والنشر بجامعة ديوك.
- موقع الويب الألماني 'don't drug + drive' : يقدم معلومات حول تأثير تعاطي العقاقير الترويحية عند قيادة السيارات.